# 小貫岩夫
小貫 岩夫（おぬき いわお、1967年（昭和42年）4月18日 - ）は、日本の声楽家（テノール）、オペラ歌手、合唱指揮者。

## 経歴
北海道小樽市出身。同志社大学神学部卒業後、大阪音楽大学卒業。
同志社時代は同志社グリークラブに所属しソリストとして一時代を築いた。
音大在学中の1995年『魔笛』タミーノ役に抜擢され、テオ・アダムと共演しデビュー。この成功により翌年、ケムニッツ市立歌劇場（ドイツ）に招聘出演し地元紙より好評を得る。
文化庁オペラ研修所第11期修了。1998年度文化庁派遣でミラノへ留学。
帰国後数々のコンクールで優勝・入選し、二期会、新国立劇場を中心に活躍。『鳴神』(市川團十郎演出）、『コジ・ファン・トゥッテ』（宮本亜門演出、文化庁芸術祭大賞受賞）、2007／2010年二期会『魔笛』タミーノ役（実相寺昭雄演出）、2011年佐渡裕プロデュース『こうもり』アルフレード役などで喝采を浴びた。2013年から3年連続で二期会のオペレッタの主役や、2018年には東京二期会公演『魔弾の射手』（ペーター・コンヴィチュニー（英語版、ドイツ語版）演出）の主役マックスを務めるなど、新たな境地の開拓に挑戦し続けている。
コンサートでも、主要オケとの共演で高い評価を得ている他、テレビ・ラジオにも度々出演。2011／2013／2015年にウィーンオペラ舞踏会管弦楽団のニューイヤーコンサートのソリストとして舞台を飾った。2010年からは毎年、東京と大阪でリサイタルを開催し好評を得ている。
2013年天皇明仁・皇后美智子（当時）臨席のチャリティー・ボールで演奏し「御言葉」を受けた他、フィレンツェではイタリア元首相夫妻主催のコンサートに招かれた。
合唱団の指導者としては関西学院グリークラブ、慶應義塾ワグネル・ソサィエティー男声合唱団、慶應義塾ワグネル・ソサィエティーOB合唱団、立教大学グリークラブ男声、同志社グリークラブ、法政大学アカデミー合唱団、東京アカデミー合唱団、しなの合唱団などのヴォイストレーナー、また大阪外国語大学グリークラブOB（東京）の指揮者として活躍している。
二期会会員、二期会オペラ研修所講師。日本声楽アカデミー会員。

## エピソード
小貫が同志社グリークラブ在籍中、第38回（1989年）東西四大学合唱演奏会のステージリハーサルにおいて、同志社グリークラブの福永陽一郎指揮『月光とピエロ』を客席で聴いた畑中良輔は「わかってるわよ。トップテナーに皇帝ペンギンみたいなすごいのがいるわね」と言ったという。ペンギンのように指先を外側に開いて歌うのは当時の小貫の癖であった。このとき既に畑中は小貫の力量を見抜いていた。

## ディスコグラフィー
主なものを掲載する。
- 『いつも微笑みを - オペレッタ名曲集』　2010/12/20　カメラータ・トウキョウ
- 『ふたりのしらべ』　2017　ピュアハーツ
- 『美しく青きドナウ - ウィンナ・ワルツ&名曲集』　2014/12/25　カメラータ・トウキョウ